# Eois dorisaria
Eois dorisaria är en fjärilsart som beskrevs av William Schaus 1913. Eois dorisaria ingår i släktet Eois och familjen mätare. Inga underarter finns listade i Catalogue of Life.